# Emmanuel Arowolo
Olawunmi Emmanuel Arowolo (Ifo, 7 agosto 1997) è un velocista nigeriano.

## Record nazionali

### Seniores
- Staffetta 4×200 metri: 1'22"08 ( Yokohama, 12 maggio 2019) (Jerry Jakpa, Enoch Adegoke, Ogho-Oghene Egwero, Emmanuel Arowolo)[2]

## Palmarès
| Anno | Manifestazione          | Sede       | Evento      | Risultato  | Prestazione | Note |
| ---- | ----------------------- | ---------- | ----------- | ---------- | ----------- | ---- |
| 2016 | Mondiali U20            | Bydgoszcz  | 100 m piani | Batteria   | dns         |      |
| 2016 | Mondiali U20            | Bydgoszcz  | 200 m piani | Semifinale | 21"16       |      |
| 2016 | Mondiali U20            | Bydgoszcz  | 4×100 m     | Batteria   | 40"39       |      |
| 2018 | Giochi del Commonwealth | Gold Coast | 200 m piani | Semifinale | 21"25       |      |
| 2018 | Giochi del Commonwealth | Gold Coast | 4×100 m     | Finale     | dq          |      |
| 2018 | Campionati africani     | Asaba      | 200 m piani | Semifinale | 21"13       |      |
| 2018 | Campionati africani     | Asaba      | 4×100 m     | Argento    | 38"74       |      |
| 2019 | World Relays            | Yokohama   | 4×100 m     | Batteria   | dq          |      |
| 2019 | World Relays            | Yokohama   | 4×200 m     | Finale     | dq          |      |
| 2019 | Giochi panafricani      | Rabat      | 200 m piani | Semifinale | 21"01       |      |
| 2019 | Giochi panafricani      | Rabat      | 4×100 m     | Argento    | 38"59       |      |
| 2019 | Mondiali                | Doha       | 200 m piani | Batteria   | 21"07       |      |